# 渡辺翔 (俳優)
渡辺 翔（わたなべ しょう、1985年4月12日 - ）は、日本の俳優である。所属事務所は、舞プロモーション。劇団は無名塾。
旧芸名は渡邉 翔。

## 来歴・人物
- 神奈川県出身。
- 特技は、殺陣・アクション・スキー・サッカー、アクション。
- 2009年に無名塾に入塾（27期生）。現在は舞プロモーションにて活躍中。

## 出演

### 映画
- 悪と仮面のルール（2018年）
- 棒の哀しみ（2016年）
- 『Vamp』（2019年）

### テレビドラマ
- 嫌われ監察官 音無一六 炎上の裏の真実（2020年、テレビ東京）
- 竜の道（2020、フジテレビ）
- パレートの誤算～ケースワーカー殺人事件（2020、WOWOW）
- 沈黙法廷 第1話（2017年、WOWOW）
- コールドケース 〜真実の扉〜 第9話（2016年、WOWOW）
- 火曜スペシャル 男と女のミステリー時代劇（2016年、BSジャパン）
- ナポレオンの村（2015年、TBS）
- 問題のあるレストラン（2014年、CX）
- 天国と地獄〜サイコな2人〜（2021年、TBS） - 島津清司 役
- 相棒 Season20（2021年、テレビ朝日） - 関田昌平 役
- 岸辺露伴は動かない 第5話（2021年12月28日、NHK総合） - 配達員 役
- 連続テレビ小説 ちむどんどん（2022年、NHK） - 長山安二郎 役

### 配信ドラマ
- パンドラの果実〜科学犯罪捜査ファイル〜 Season3 第4話（2024年7月7日、Hulu） - 佐渡山幸喜 役

### 舞台
- マクベス 無名塾（2009年）
- 炎の人 無名塾（2010年）
- 友達 無名塾（2010年）
- HOBSON’S CHOICE～ホブソンの婿選び 無名塾（2012年）
- THE DUMB WAITER 二人芝居（2012年）
- ロミオとジュリエット（2013年）
- 斬劇 八犬伝 A☆STEPS企画（2013年）
- 夜を急ぐ者よ 俳優座劇場（2014年）
- そこのみにて光輝く 笹塚ファクトリ（2014年）
- 葵上 班女 熊野 無名塾（2015年）
- 横浜グラフィティ 東京・横浜公演（2016年）
- SHINGEN～風林火山～ 主演（2016年）
- 肝っ玉おっ母と子供たち 無名塾（2017年 - 2018年）
- 女帝 シライケイタ演出（2018年）[2]
- 非戦を選ぶ演劇人の会ピースリーディングvol.22『それを認めちゃ「9条」じゃなくなる-平和憲法サバイバル大作戦！-』シライケイタ演出（2018年）
- 野鴨 無名塾（2019年）
- The Great Gatsby In Tokyo 野口大輔演出（2019年）
- 清水次郎長伝 松井誠演出（2019年）
- 沙也可 〜海峡を越えた愛〜 山口篤司演出　（2020年）
- ピサロ ウィル・タケット演出（2021年）
- 空腹 池内風演出（2024年）[3]
- リア王の悲劇 藤田俊太郎演出（2024年）[4]
- 革命の家 山本浩貴演出（2025年）[5]